# Station Małachowo
Station Małachowo is een spoorwegstation in de Poolse plaats Małachowo-Złych Miejsc.